# Албания на летних Олимпийских играх 2016
Албания на летних Олимпийских играх 2016 года была представлена 6 спортсменами в 3 видах спорта. Знаменосцем сборной Албании, как на церемонии открытия Игр, так и на церемонии закрытия была легкоатлетка Луиза Гега, ставшая в июле 2016 года первой в истории страны медалисткой чемпионата Европы. По итогам соревнований сборная Албании, принимавшая участие в своих восьмых летних Олимпийских играх, вновь осталась без медалей.

## Состав сборной
Лёгкая атлетика
1. Измир Смаляй
2. Луиза Гега

 Плавание
1. Сидни Ходжа
2. Николь Меризай

 Тяжёлая атлетика
1. Брикен Калья
2. Эвагелиа Вели

## Результаты соревнований

### Водные виды спорта

#### Плавание
В следующий раунд на каждой дистанции проходят спортсмены, показавшие лучший результат, независимо от места, занятого в своём заплыве.
Мужчины
| Дистанция                | Спортсмены  | Предварительный раунд | Предварительный раунд | Предварительный раунд | Полуфинал | Полуфинал | Полуфинал | Финал     | Финал |
| Дистанция                | Спортсмены  | Заплыв                | Результат             | Место                 | Заплыв    | Результат | Место     | Результат | Место |
| ------------------------ | ----------- | --------------------- | --------------------- | --------------------- | --------- | --------- | --------- | --------- | ----- |
| 50 метров вольным стилем | Сидни Ходжа |                       |                       |                       |           |           |           |           |       |

Женщины
| Дистанция                 | Спортсмены     | Предварительный раунд | Предварительный раунд | Предварительный раунд | Полуфинал             | Полуфинал             | Полуфинал             | Финал                 | Финал                 |
| Дистанция                 | Спортсмены     | Заплыв                | Результат             | Место                 | Заплыв                | Результат             | Место                 | Результат             | Место                 |
| ------------------------- | -------------- | --------------------- | --------------------- | --------------------- | --------------------- | --------------------- | --------------------- | --------------------- | --------------------- |
| 100 метров вольным стилем | Николь Меризай | 1                     | 59,99                 | 43                    | завершила выступление | завершила выступление | завершила выступление | завершила выступление | завершила выступление |

### Лёгкая атлетика
Мужчины
Технические дисциплины
| Дисциплина     | Спортсмен    | Квалификация | Квалификация | Финал                | Финал                |
| Дисциплина     | Спортсмен    | Результат    | Место        | Результат            | Место                |
| -------------- | ------------ | ------------ | ------------ | -------------------- | -------------------- |
| прыжок в длину | Измир Смаляй | 7,72         | 21           | Завершил выступление | Завершил выступление |

Женщины
Беговые дисциплины
| Дисциплина                         | Спортсмен  | Предварительный раунд | Предварительный раунд | Предварительный раунд | Четвертьфиналы | Четвертьфиналы | Четвертьфиналы | Полуфиналы    | Полуфиналы    | Полуфиналы    | Финал | Финал |
| Дисциплина                         | Спортсмен  | Забег                 | Время                 | Место                 | Забег          | Время          | Место          | Забег         | Время         | Место         | Время | Место |
| ---------------------------------- | ---------- | --------------------- | --------------------- | --------------------- | -------------- | -------------- | -------------- | ------------- | ------------- | ------------- | ----- | ----- |
| бег на 1500 метров                 | Луиза Гега |                       |                       |                       | Не проводится  | Не проводится  | Не проводится  |               |               |               |       |       |
| бег на 3000 метров с препятствиями | Луиза Гега |                       |                       |                       | Не проводится  | Не проводится  | Не проводится  | Не проводится | Не проводится | Не проводится |       |       |

### Тяжёлая атлетика
Каждый НОК самостоятельно выбирает категорию в которой выступит её тяжелоатлет. В рамках соревнований проводятся два упражнения — рывок и толчок. В каждом из упражнений спортсмену даётся 3 попытки. Победитель определяется по сумме двух упражнений. При равенстве результатов победа присуждается спортсмену, с меньшим собственным весом.
Мужчины
| Категория | Спортсмены   | Вес   | Рывок | Рывок | Рывок | Толчок | Толчок | Толчок | Всего | Место |
| Категория | Спортсмены   | Вес   | 1     | 2     | 3     | 1      | 2      | 3      | Всего | Место |
| --------- | ------------ | ----- | ----- | ----- | ----- | ------ | ------ | ------ | ----- | ----- |
| до 69 кг  | Брикен Калья | 68,84 | 145   | 151   | 151   | 175    | 181    | 184    | 326   | 6     |

Женщины
| Категория | Спортсмены    | Вес   | Рывок | Рывок | Рывок | Толчок | Толчок | Толчок | Всего | Место |
| Категория | Спортсмены    | Вес   | 1     | 2     | 3     | 1      | 2      | 3      | Всего | Место |
| --------- | ------------- | ----- | ----- | ----- | ----- | ------ | ------ | ------ | ----- | ----- |
| до 53 кг  | Эвагелиа Вели | 51,58 | 68    | 72    | 75    | 88     | 90     | 96     | 165   | 8     |